# HAL LCH
HAL Light Combat Helicopter (LCH) je večnamenski jurišni helikopter, ki ga razvija indijski Hindustan Aeronautics (HAL) za Indijsko kopensko vojsko in letalske sile. Razvoj novega helikopterja so oznanili leta 2006. Kopenska vojska naj bi naročila 114 helikopterjev, letalske sile pa 65.

## Specifikacije
Podatki iz Globalsecurity
Splošne karakteristike
- Posadka: 2
- Dolžina: 15,8 m (51 ft 8 in)
- Premer rotorja: 13,3 m (43 ft 6 in)
- Višina: 4,7 m (15 ft 4 in)
- Površina rotorjev: 138,9 m² (1472 ft²)
- Maks. vzletna teža: 5800 kg (12787 lb)
- Pogon letala: 2 ×  turbogredni motor HAL/Turbomeca Shakti, 1067 kW (1430 KM[2])  vsak

 Zmogljivost 
- Neprekoračljiva hitrost: 330 km/h (178 vozlov, 207 mph)
- Maks. hitrost: 268 km/h (145 vozlov, 167 mph)
- Doseg: 700 km (297 nmi, 342 milj)
- Višina leta: 6500 m (21300 ft)
- Obremenitev rotorja: 39,59 kg/m² (8,23 lb/ft²)
- Razmerje moč/teža: 327 W/kg (0,198 KM/lb)

Oborožitev

- Strelno orožje: 1 × 20 mm M621 na Nexter THL-20
- Nosilci za orožje: 4 (2 pod vsakim krilom)  in zalogo orožja s kombinacijo:
  - Rakete: 4 × izstreljevalci 70/80 mm raket
  - Izstrelki: Rakete zrak-zrakMBDA Mistral, protiradarske rakete in protitankovske rakete LAHAT
  - Bombe: 4 × 250 kg (550 lb) bombe